# Лубенец (Корюковский район)
Лубенец (укр. Лубенець) — село в Корюковском районе Черниговской области Украины. Население 103 человека. Занимает площадь 0,566 км². Расположено на реке Миленка (Лубна).
Код КОАТУУ: 7422481505. Почтовый индекс: 15361. Телефонный код: +380 4657.

## Власть
Орган местного самоуправления — Бречский сельский совет. Почтовый адрес: 15361, Черниговская обл., Корюковский р-н, с. Бречь, ул. Школьная, 9.